# Espinho-de-agulha
Espinho-de-agulha é o nome comum de várias espécies, entre as quais:
- Dasyphyllum brasiliense[1]

- Acanthospermum hispidium[2]